# Hypsiboas lemai
La rana de Lema (Hypsiboas lemai) es una especie de anfibios de la familia Hylidae.
Habita en Guayana, Venezuela y posiblemente en Brasil.
Sus hábitats naturales incluyen bosques tropicales o subtropicales secos y a baja altitud, montanos secos, ríos, pastos, jardines rurales, zonas previamente boscosas ahora muy degradadas, estanques de acuicultura, canales y diques. Está amenazada de extinción por la destrucción de su hábitat natural.